# Nijehaske (plaats)
Nijehaske is een dorp in de gemeente De Friese Meren, in de Nederlandse provincie Friesland. Nijehaske ligt tussen Oudehaske en Heerenveen en grenst direct aan deze laatste plaats. Ten oosten van Nijehaske loopt het Nieuwe Heerenveense Kanaal en ten zuiden de Veenscheiding. In 2023 telde het dorp 45 inwoners.

## Geschiedenis
Nijehaske is omstreeks de 12e eeuw ontstaan en was een van de dorpen van de grietenij Haskervijfga en diens latere opvolger, de  voormalige gemeente Haskerland. Nijehaske werd vanaf de 16e eeuw geschreven als Nyehaske, Niehasck en Nye Haske, Nieuwehaske of Nieuwe Haske.
Door de veenafgraving, vanaf de 16e eeuw groeiden de dorpen Oudehaske en Nijehaske. In de tweede helft van de 18e eeuw kwamen zogenaamde Gietersen naar het gebied en nam het aantal inwoners toe. Op de grens met Terband lag de Terbandsterschans. 
De groei van Heerenveen zorgde ervoor dat in de loop van de 20ste eeuw een groot deel van het dorp verdween/opging in Heerenveen. De woonwijk Nijehaske herinnert hier aan. De kerk van Nijehaske uit 1775 staat aan de Herenwal in Heerenveen.
Van 1882 tot 1947 had Nijehakse een halte aan de Tramlijn Heerenveen - Joure.
Rond de eeuwwisseling (van 20ste en 21ste eeuw) werd in het noordelijke buitengebied van Nijehaske een industrieterrein ontwikkeld en bij Heerenveen getrokken. Een groene zone scheidt het dorp van het industrieterrein. Van het oorspronkelijke dorp(sgebied) is nog maar klein deel over, aan de Jousterweg.
Het dorp viel tot 1984 tot de gemeente Haskerland. Daarna behoorde Nijehaske tot de gemeente Skarsterlân. In 2014 ging deze op in de gemeente De Friese Meren.

## Openbaar vervoer
- Lijn 95: Heerenveen - Nijehaske - Oudehaske - Haskerhorne - Joure - Terhorne - Irnsum - Roordahuizum - Wytgaard - Leeuwarden

## Geboren in Nijehaske
- Jacobus Engelsma Mebius (1749-1838), Friese predikant
- Hendrik Pyttersen Tzn. (1845-1919), Nederlands politicus
- Jan Ankerman (1869-1928), politicus
- Lucas Bunt (1907-1981), oorlogsmisdadiger

Hoofdplaats: Joure     Stad: Sloten

Dorpen en gehuchten: Akmarijp · Bakhuizen · Balk · Bantega · Boornzwaag · Broek · Delfstrahuizen · Dijken · Doniaga · Echten · Echtenerbrug · Eesterga · Elahuizen · Follega · Goingarijp · Harich · Haskerhorne · Idskenhuizen · Kolderwolde · Langweer · Legemeer · Lemmer · Mirns · Nijehaske · Nijemirdum · Oldeouwer · Oosterzee · Oudega · Oudehaske · Oudemirdum · Ouwster-Nijega · Ouwsterhaule · Rijs · Rohel · Rotstergaast · Rotsterhaule · Rottum · Ruigahuizen · Scharsterbrug · Sint Nicolaasga · Sintjohannesga · Snikzwaag · Sondel · Terhorne · Terkaple · Teroele · Tjerkgaast · Vegelinsoord · Wijckel

Buurtschappen: Ballingbuur · Bargebek · Boornzwaag over de Wielen · Brekkenpolder · Commissiepolle · De Rijlst · Delburen · Finkeburen · Heide · Hooibergen · Nieuw Amerika · Onland · Schoterzijl (deels) · Schouw · Spannenburg · Tacozijl · Trophorne · Tweehuis · Vierhuis · Vrisburen · Westerend-Harich · Zevenbuurt

Friesland: Steden en dorpen      Nederland: Provincies · Gemeenten